# O-fenilendiamină
o-fenilendiamina (denumită și 1,2-diaminobenzen) este un compus organic cu formula chimică C6H4(NH2)2. Este un izomer de fenilendiamină, fiind utilizată pentru sinteza mai multor compuși heterociclici.

## Obținere
Obținerea o-fenilendiaminei se face tratând 2-nitroclorobenzenul cu amoniac și hidrogenarea 2-aminonitrobenzenului rezultat din prima reacție:
{\displaystyle {\ce {ClC6H4NO2 + 2 NH3 -> H2NC6H4NO2 + NH4Cl}}}
{\displaystyle {\ce {H2NC6H4NO2 + 3 H2 -> H2NC6H4NH2 + 2 H2O}}}
La nivel de laborator, reducerea nitroanilinei se poate face cu pulbere de zinc în etanol, etapă urmată de purificarea diaminei cu acid clorhidric, prin formare de clorhidrat.

## Proprietăți chimice
o-fenilendiamina este utilizată pentru obținerea mai multor compuși heterociclici, întrucât suferă diverse reacții de condensare cu aldehide și cetone. Prin reacția cu acizi carboxilici și derivații acestora se obțin derivați de benzimidazol.
Din o-fenilendiamina se pot obține următorii compuși (vezi schema de mai jos):
- benzimidazol, prin reacția cu acid formic
- derivați de benzimidazol, prin reacția cu acizi carboxilici
- benzotriazol, prin reacția cu azotit de sodiu
- chinoxalină, prin reacția cu glioxal[4]
- derivați de chinoxalină, prin reacția cu dicetone
- 2,1,3-benzotiadiazol, prin reacția cu clorură de tionil